# Desplazamiento de frecuencia
En ingeniería de radio, un desplazamiento de frecuencia es un ligero cambio intencional de la emisión de radio frecuencia (RF), para reducir la interferencia con otros transmisores.

## Interferencia
El problema más importante encontrado en la difusión a través de transmisores terrestres, es la interferencia de otras emisoras. En principio, cada emisora tiene una frecuencia de radio diferente (previstas por la autoridad pública) en una zona de recepción común, para evitar interferencias entre sí. Sin embargo todavía hay dos problemas: la radiación espuria de canales adyacentes y la recepción marginal.
La recepción marginal (o Recepción Fringe) es la recepción no intencional en ciertas condiciones meteorológicas. La recepción de largo alcance excepcional, significa que el receptor puede estar sintonizado a más de un transmisor (transmitiendo a la misma frecuencia) al mismo tiempo. Estos transmisores pueden transmitir los programas de los distintos organismos de radiodifusión, así como los programas de la misma emisora. En la transmisión analógica, incluso los transmisores que transmiten el mismo programa interfieren entre sí,  debido a las diferencias de fase de la entrada de señal; pero en la transmisión digital, los transmisores que transmiten el mismo programa en el mismo canal pueden reforzarse entre sí.